# Bélus
Bélus é uma comuna francesa na região administrativa da Nova Aquitânia, no departamento Landes. Estende-se por uma área de 11,76 km². Em 2010 a comuna tinha 618 habitantes (densidade: 52,6 hab./km²).